# Veľký Meder
Veľký Meder (de 1948 à 1990 Čalovo,hongrois : Nagymegyer) est une ville de Slovaquie située dans la région de Trnava.

## Histoire
Première mention écrite de la ville en 1268 (Villa Meger).

## Démographie

### Évolution de la population
| Année:               | 1994. | 2004.   | 2014.   | 2024.   |
| -------------------- | ----- | ------- | ------- | ------- |
| Nombre de personnes: | 9311  | 8933    | 8763    | 8204    |
| Différence:          |       | -4,05 % | -1,90 % | -6,37 % |

| Année:               | 2023. | 2024.   |
| -------------------- | ----- | ------- |
| Nombre de personnes: | 8254  | 8204    |
| Différence:          |       | -0,60 % |

## Ville jumelée
Bácsalmás (Hongrie) depuis 1994